# Rivière Pokotciminikew
La rivière Pokotciminikew est un affluent de la rive nord de la rivière Kakospictikweak, coulant dans le territoire de la ville de La Tuque, dans la région administrative de la Mauricie, au Québec, au Canada. Le cours de cette rivière traverse successivement les cantons de cantons de Pfister, Balète et de Mathieu.
La foresterie constitue la principale activité économique de cette vallée ; les activités récréotouristiques, en second. La vallée de cette rivière est desservie par quelques branches de routes forestières pour accommoder la foresterie et les amateurs d'activités récréotouristiques. Ces routes forestières se connectent au sud à la route 212 qui dessert la rive nord du réservoir Gouin et relie au sud-est le village de Obedjiwan.
La surface de la rivière Pokotciminikew est habituellement gelée de la mi-novembre à la fin avril, toutefois la circulation sécuritaire sur la glace se fait généralement du début décembre à la fin de mars.
 

## Géographie
Les bassins versants voisins de la rivière Pokotciminikew sont :
- côté nord : lac Surprise, lac Caopatina, lac des Vents, rivière Opawica ;
- côté est : ruisseau à l’Eau Claire, ruisseau Eastman, lac Normandin, rivière Normandin ;
- côté sud : rivière Kakospictikweak, réservoir Gouin, lac McSweeney, lac Magnan, rivière Wapous ;
- côté ouest : rivière Kakospictikweak, lac Baptiste, ruisseau Augusta, ruisseau de la Rencontre, rivière Pascagama, rivière de l'Aigle, rivière Macho.

La Rivière Pokotciminikew prend naissance à l’embouchure d’un lac non identifié (longueur : 0,4 km ; altitude : 534 m) situé dans le canton de Pfister, dans Eeyou Istchee Baie-James. L’embouchure de ce lac de tête est située à :
- 8,0 km au nord de l’embouchure de la rivière Pokotciminikew (confluence avec la rivière Kakospictikweak) ;
- 22,4 km au nord de l’embouchure de la rivière Kakospictikweak (confluence avec le réservoir Gouin) ;
- 40,7 km au nord du centre du village de Obedjiwan (aménagé sur une presqu’île de la rive nord du réservoir Gouin) ;
- 79,3 km au nord-ouest du barrage à l’embouchure du réservoir Gouin (confluence avec la rivière Saint-Maurice) ;
- 135 km au nord-est du centre du village de Wemotaci ;
- 218 km au nord-ouest du centre-ville de La Tuque[2].

À partir de l’embouchure du lac de tête, le cours de la rivière Pokotciminikew coule entièrement en zone forestière sur 10,2 km selon les segments suivants :
- 3,2 km vers le nord-ouest, puis le sud-ouest, jusqu’à la limite Est du canton de Balète. Note : cette limite correspond aussi à la limite entre Eeyou Istchee Baie-James (municipalité) et La Tuque ;
- 5,4 km vers le sud-ouest, jusqu’à la limite nord du canton de Mathieu ;
- 1,6 km vers le sud-ouest, jusqu’à la confluence de la rivière Pokotciminikew avec la rivière Kakospictikweak[3].

La confluence de la rivière Pokotciminikew avec la rivière Kakospictikweak est située à :
- 14,6 km au nord de l’embouchure de la rivière Kakospictikweak (confluence avec le réservoir Gouin) ;
- 76,0 km au nord-ouest du barrage Gouin ;
- 32,8 km au nord-est du centre du village de Obedjiwan ;
- 131 km au nord-ouest du centre du village de Wemotaci ;
- 217 km au nord-ouest du centre-ville de La Tuque ;
- 327 km au nord-ouest de l’embouchure de la rivière Saint-Maurice (confluence avec le fleuve Saint-Laurent à Trois-Rivières).

La rivière Pokotciminikew se déverse dans un coude de rivière sur la rive nord de la rivière Kakospictikweak.
De là, le courant emprunte la rivière Kakospictikweak vers le sud sur 19,6 km, jusqu’à une baie de la rive nord du réservoir Gouin. À partir de l’embouchure de la rivière Kakospictikweak, le courant coule vers le sud-est sur 84,1 km en traversant le réservoir Gouin vers le sud-est en contournant plusieurs îles et en empruntant la baie Kikendatch, jusqu’au barrage Gouin. De là, le courant emprunte la rivière Saint-Maurice jusqu’à Trois-Rivières, où il se déverse dans le fleuve Saint-Laurent.

## Toponymie
Le toponyme rivière Pokotciminikew a été officialisé le 6 septembre 1984 à la Commission de toponymie du Québec.